# 電子消費優惠計劃
電子消費優惠計劃（葡萄牙語：Plano de benefícios do consumo por meio electrónico）是澳門特區政府因應澳門經濟受2019冠狀病毒病澳門疫情影響，為扶持澳門各中小企行業和減輕市民經濟負擔。澳門特別行政區政府於2020年推出消費補貼計劃取得成功後，由於持續受疫情影響，在市民反應熱烈下政府參考消費卡模式於2021年和2022年推出該計劃。
《減輕因2022年疫情對澳門特別行政區居民造成負面影響的生活補貼計劃》，又稱 “第二個百億”普惠性生活補貼計劃，為扶持澳門各中小企行業和減輕市民在2022年6－7月澳門2019冠狀病毒病聚集性疫情所帶來影響的經濟負擔，將對“第三輪抗疫電子消費優惠計劃”的受益人，每人再注入八千元生活補貼，每日使用上限為三百元。

## 背景
2020年，澳門特區政府因應澳門經濟受2019冠狀病毒病澳門疫情影響，為扶持中小型企業，當局推出消費補貼計劃（Plano de subsídio de consumo）。最早由澳門第五届政府經濟財政司司長李偉農於2020年2月13日防疫記者會上公佈，當時提出五點政策方向，此計劃属於第五項“推出電子消費券，加快民生經濟復甦”。當時已明确指出將向澳門居民每人發放面值為澳門幣3,000元的電子消費券。消費券只能在餐飲、零售、生活百貨等行業消費，且限期三個月。預計開支為澳門幣22億元。之後於2020年3月5防疫記者會上宣佈“電子消費卡”將於3月登記，4月領取，5月至7月使用。2020年3月12日完成討論《消費補貼計劃》行政法規草案。3月16日，澳門政府在公報刊登《第6/2020號行政法規〈消費補貼計劃〉》，經濟局亦舉行記者會詳細介紹該計劃。
澳門政府於2020年6月22日公佈中期報告，認為該計劃有五個效益：
1. 穩住內需市場
2. 刺激消費氛圍
3. 增加企業信心
4. 紓解居民壓力
5. 電子支付工具進一步普及。

總體經濟效益為18億至24億元。第二期消費補貼計劃的使用期至2020年12月31日結束，澳門通於2021年1月20日起為市民提供轉換服務，將電子消費卡轉換為一般電子儲值卡的服務。
2021年，澳門特區政府因應澳門經濟仍受2019冠狀病毒病澳門疫情影響，為攜手提振經濟及信心，3月15日，澳門第五届政府經濟財政司司長李偉農公佈“保就業、穩經濟、顧民生計劃”，其中在第二點提到推出促進本地消費計劃，當中包括電子消費優惠和長者消費優惠，向每位居民發放優惠並提出以3倍消費方式派發優惠券，有效期只有15日，在公佈計劃引起了極大的社會爭議。 4月12日，政府公佈“電子消費優惠計劃”優化方案，取消長者消費優惠和非澳門居民享受該優惠計劃，向所有澳門特別行政區永久性及非永久性居民身份證人士將獲發5,000元啟動金及3,000元立減額，可選擇"移動支付" 或 "電子消費卡" 二選一方式登記。 5月5日，行政會完成討論《電子消費優惠計劃》行政法規草案，並於翌日（5月6日）公佈生效。 經濟局於同日舉行記者會詳細介紹該計劃。
2022年，澳門持續受2019冠狀病毒病澳門疫情影響，經濟財政司司長李偉農於4月8日接受傳媒提問時表示，政府部門正密鑼緊鼓準備新一輪電子消費優惠計劃的工作，現正著手有關修改預算的法案，稍後並會公佈相關行政法規。特區政府首先會向立法會申請批出預算，相關部門在電子消費優惠計劃方面具有經驗，會開展技術性工作。4月14日，行政會完成討論《修改〈2022年財政年度預算案〉》法律草案，建議送立法會以緊急程序處理。其中包括實施新一輪電子消費優惠（開支預算澳門元5,920,168,000元），即約為每人 8,000元；和家居及企業商號水電費補貼措施（開支預算澳門元1,326,000,000元）合共需投入澳門元7,246,168,000元的公帑。 4月20日，立法會以緊急程序通過修改《2022年財政年度預算案》法案，涉及追加約72億多元的預算，用作新一輪經濟援助計劃，包括實施新一輪電子消費優惠計劃和家居及企業商號水電費補貼措施。新一輪計劃與2021年相同，啟動金為5,000澳門元、立減額3,000澳門元，爭取在同年6月1日推出。4月29日下午3時，澳門特別行政區行政會於澳門特別行政區政府總部公佈《第三輪抗疫電子消費優惠計劃》行政法規草案，接着下午四時由經濟及科技發展局、澳門金融管理局介紹“第三輪抗疫電子消費優惠計劃”詳情。其中行政會完成討論的《第三輪抗疫電子消費優惠計劃》行政法規草案中與2021年的電子消費優惠計劃的程序相同，不過經聽取社會意見後，2022年的電子消費優惠計劃在上一輪2021年計劃的基礎上，適當放寬適用範圍，允許用於支付民生方面的費用負擔，如自來水、電力、燃料、電訊及視聽廣播服務的費用，讓居民按需要自主作出合適的消費選擇。登記期和獲取期方面延長至2023年的1月中旬，使用期更延長至2023年2月28日。

## 消費補貼計劃具體措施
2020年3月16日，政府公佈第6/2020號行政法規《消費補貼計劃》，明确訂明發放金額澳門元3,000元作為消費補貼。消費補貼以電子方式發放，不設補發，使用期為三個月。故民間多稱為“電子消費卡”，澳門政府亦有使該名稱。此電子卡使用澳門通股份有限公司發出的澳門通卡。除了補貼澳門居民外，澳門政府亦期望補貼計劃能夠推動澳門本地消費，減少澳門商家受到的疫情的影響，所以針對可以使用的場所，貨物及服務進行規限。而具體實行措施分為登記，領取和使用三個部份。
2020年7月23日，政府公佈第25/2020號行政法規《第二期消費補貼計劃》，明确訂明發放金額澳門元5,000元作為消費補貼。消費補貼以電子方式發放，不設補發，使用期為5個月。此電子卡使用澳門通股份有限公司發出的澳門通卡。除了補貼澳門居民外，澳門政府亦期望補貼計劃能夠推動澳門本地消費，減少澳門商家受到的疫情的影響，所以針對可以使用的場所，貨物及服務進行規限。而具體實行措施分為領取和使用兩個部份。
|        | 第一期消費補貼計劃     | 第二期消費補貼計劃 |
| ------ | ---------------------- | --- |
| 登記期 | 2020年3月18日至4月8日  | 無須登記 |
| 領取期 | 2020年4月14日至7月17日 | 2020年7月27日至12月14日：未曾持有或已遺失第一期消費卡的合資格人士領卡（遺失第一期消費卡的人士須先到治安警察局報失） 2020年7月27日至7月31日：僅限餘額為零的第一期消費卡加值。 2020年8月1日至12月14日：所有第一期消費卡餘額將會清零，屆時可自助加值。 |
| 使用期 | 2020年5月1日至7月31日  | 2020年8月1日至12月31日 |

|                    | 金額    | 使用期                       | 來源及備注 |
| ------------------ | ------- | ---------------------------- | ---------- |
| 第一期消費補貼計劃 | 3000 元 | 2020年5月1日至2020年7月31日  | [ 3 ]      |
| 第二期消費補貼計劃 | 5000 元 | 2020年8月1日至2020年12月31日 | [ 18 ]     |

### 登記方式

#### 第一期消費補貼計劃
於登記期前已持有澳門身份證者，登記方式於澳門金融管理局網站專頁 （页面存档备份，存于）內進行登記。進入專頁後，市民需要填寫姓名、身份證號碼及聯絡電話，並選取領卡的時間及地點。確認提交後系統會馬上顯示登記結果並收到短訊提示。
於登記期內，首次申請澳門居民身份證的人士，或受居留許可限制持逾期的澳門非永久性居民身份證的人士，在身份證明局辦理居民身份證申請手續時，可憑身份證明局發出的辦證收據，同時進行上述消費補貼的登記。於登期前已申請澳門居民身份證，但未領取者，則需要在登記期內，通知身份證明局進行登記，又或者於領取時登記。

#### 第二期消費補貼計劃
未曾持有第一期電子消費卡的合資格人士毋須登記，直接在六個領卡點領取第二期電子消費卡。
已遺失第一期電子消費卡的合資格人士須先到治安警察局報失，才能領取第二期電子消費卡。

### 協助登記領取電子消費卡服務點
因為電子消費卡需要於網上登記，為了帮助部份有困難人士，政府與民間機構及團體合作，提供協助登記及領取的服務。其中有34間長者及康復院舍，協助有需要的住院長者及住院殘疾人士辦理登記及申領手續。7隊家居照護服務隊可上門服務、81間受資助長者及康復日間服務中心／社團，協助有需要的服務使用者辦理登記手續。

### 領取方式

#### 第一期消費補貼計劃
已登記的居民於登記時選擇的時間前往登記的地點出示本人身份證正本即可以領取電子消費卡。如果無法親自領取亦可以選擇委託他人代會領取。代領人須帶同登記人的身份證正本、代領人的身份證正本以及相應文件以代領電子消費卡，並於領取時簽收。相關文件如下：
- 一般委託代領：由登記人簽署的授權書 （页面存档备份，存于）
- 登記人為未成年人（代領人須依次為其父或母、或其監護人）：由代領人簽署的親屬關係聲明書 （页面存档备份，存于）
- 登記人為禁治產人或準禁治產人：由代領人簽署的法定代理人聲明書 （页面存档备份，存于）
- 登記人因健康理由未能簽署委託文件：由代領人簽署的健康聲明書 （页面存档备份，存于）

#### 第二期消費補貼計劃
未曾持有或已遺失第一期電子消費卡的合資格人士於2020年7月27日至8月14日前往6個領卡點出示本人身份證正本即可以領取電子消費卡。如果無法親自領取亦可以選擇委託他人代會領取。代領人須帶同登記人的身份證正本、代領人的身份證正本以及相應文件以代領電子消費卡，並於領取時簽收。
| 領卡點 | 文件 |
| --- | --- |
| - 經濟局板樟堂辦事處 - 澳門金融管理局保險中介人服務中心（東曦閣） - 黑沙環政府綜合服務大樓 - 離島政府綜合服務中心 - 北區市民服務中心-筷子基分站 - 中區市民服務中心-下環分站 | - 一般委託代領：授權書 （页面存档备份，存于） - 領卡人為未成年人（代領人須為其父、母、監護人或特定親屬）：親屬或監護關係聲明書 （页面存档备份，存于） - 領卡人為未成年人（代領人須為其父、母或監護人委託的他人）：親屬或監護關係及委託聲明書 （页面存档备份，存于） - 領卡人為禁治產人或準禁治產人：法定代理人聲明書 （页面存档备份，存于） - 領卡人為因健康理由未能簽署委託文件：因健康理由而未能簽署的聲明書 （页面存档备份，存于） |

持有第一期電子消費卡的合資格人士於2020年7月27日至12月14日前往190多個加值點進行自助加值，其中7月27日至7月31日僅限餘額為零的第一期消費卡加值。

### 使用規限
使用方法與一般澳門通卡一樣，於裝有澳門通公司讀卡機的店舖或者服務上拍卡即可消費。但每日使用上限為三百元，只可用於購買貨品或服務，不得兌換為現金、充值，亦不得用於娛樂場、境外旅遊服務及醫療服務等由法規訂定的特定場所或用途。

### 禁用規則
根據第6/2020號行政法規 （页面存档备份，存于）《消費補貼計劃》及第25/2020號行政法規《第二期消費補貼計劃》，規定除不得轉換為現金外，亦禁止購買以下商品、服務或在以下機構內使用：
- 自來水、電力、天然氣、燃料、電訊服務及視聽廣播服務；
- 跨境交通服務（如機票、船票等）；
- 境外旅遊服務，包括簽證費、交通及住宿；
- 醫療服務，包括中西醫、物理及針灸治療。
- 《第16/2001號法律〈《娛樂場幸運博彩經營法律制度〉》第二條規定並獲許可經營博彩活動的場所；
- 銀行、保險公司及其他金融機構，以及當押舖。

### 罰制
相關法規給予經濟局監察權力，可以要求使用人士以及公共部門協作。當違反相關要求時，除了會被要求退回已使用的補貼款項，終止餘下額度外。還需要負上相關的刑事及民事責任。
根據第一期消費補貼計劃的經驗，制定第二期消費補貼計劃時增加以下規定，當商戶違反以下規定，會被停止收取消費補貼。
- 違反使用規則或以其他不法方式收取消費補貼；
- 拒絶提供合作；
- 作出誤導價格資訊或不合理抬價等損害消費者權益的行為

### 電子消費卡轉換為澳門通卡
第二期消費補貼計劃的使用期至2020年12月31日結束，為方便市民，澳門通提供電子消費卡轉換為一般電子儲值卡的服務。轉換後的電子儲值卡，等同一般澳門通卡使用。需要轉換的市民，可到近200個澳門通加值點進行，透過加值將消費卡轉換成澳門通卡，過程與一般澳門通卡加值無異。澳門通於2021年1月20日起為市民提供轉換服務。辦理地點包括澳門通客戶服務中心、OK便利店、新苗超級市場、7-11便利店、泰豐超級市場、百佳超級市場、高瑪生活百貨、來來超級市場、麥當勞。

### 消費補貼計劃效益/成效

#### 登記及領卡
根據澳門政府消息，電子消費卡首兩天已逾48萬居民完成網上登記，首三天已逾53萬居民完成網上登記。4月2日，登記人數為63萬3千人。整個登記期內共約有65萬8千人完成登記。截至4月30日共有約57萬6千的已登記居民領取了消費卡（佔已登記人數的8成8）。根據澳門政府消息，截至2020年6月15日，成功登記數量為658,768，累計領取數為600,171。而問卷調查結果顯示97%居民滿意消費卡的登記安排, 96%居民滿意領卡安排。截至7月8日，領取消費卡人數約為61萬4千，占總登記人數約為9成3。截至7月13日，已有617,031名居民領取第一期電子消費卡，佔登記人數近九成四。第一期電子消費卡共有62萬4千名居民領，佔總數95%。

#### 使用
首兩天（5月1日及2日）電子消費卡的消費總金額約為1億2千5百萬澳門元，交易宗數為92萬9千宗，平均每筆的消費額約為135元。其中，5月2日的統計的交易資料顯示，消費卡主要消費分佈的行業中超級市場佔23%，餐飲佔21%，其餘分佈在服飾、電器、零售、百貨、藥品、化妝品、便利店、傢具眼鏡等不同行業。首5天已有237萬筆交易，合共向市場注入2.95億澳門元。首10天有478萬筆交易，向市場注入5.68億澳門元。首20天有超過908萬筆交易，已使用消費額約9.62億澳門元，超過已發放消費卡總額的一半。截至6月15日，消費總額約為14.6億元，交易數量為約1,564萬筆，平均每次交易額為93元。截至7月13日，總交易額約為17.4億澳門元，佔已發出消費卡總額九成以上，共產生了約1,942萬筆交易，平均每筆交易額為90元，已有18.3萬名居民使用完第一期3,000元的額度。截至7月17日，總交易額約為17.8億澳門元，佔已發出消費卡總額九成五，共產生約1,987萬筆交易，平均每筆交易額為89元。

#### 穩定物價
根據統計暨普查局的數據，5月的綜合消費物價指數為103.03，通脹率為1.67, 比消費卡使用期前, 4月份(綜合消費物價指數103.13, 及通脹率2.05)下降, 故此政府認為整體物價穩定。2020年全年綜合消費物價平均指數為102.60，通帳率為0.81%。

#### 移動支付
根據澳門政府公佈的消息，該計劃推動了移動支付的發展。2020年2月至5月，移動支付機具及二維碼增加14,000。2020年5 月的移動支付交易次數比2020年年初上升25%，支付交易金額上升54%。綜合2020年，總交易筆數為6,549萬筆，而總交易金額則錄得63.3億元，分別為2019年總數的4倍及5倍，更是2018年的48倍及71倍。

## 2021年電子消費優惠計劃具體措施
2021年5月5日，行政會完成討論《電子消費優惠計劃》行政法規草案，並於翌日（5月6日）公佈生效。向每名受益人獲發澳門元三千元的消費扣減額度（即“立減額度”），可作為百分之二十五的消費支付扣減，並獲發澳門元五千元的消費補貼（即“啟動金”）。
|        | 電子消費優惠計劃        |
| ------ | ----------------------- |
| 登記期 | 2021年5月7日至12月10日  |
| 領取期 | 2021年5月24日至12月12日 |
| 使用期 | 2021年6月1日至12月31日  |

|                  | 金額                         | 使用期                       | 來源及備注 |
| ---------------- | ---------------------------- | ---------------------------- | ---------- |
| 電子消費優惠計劃 | 5000 元啟動金，3000 元立減額 | 2021年6月1日至2021年12月31日 | [ 37 ]     |

### 登記方式
於登記期前已持有澳門身份證者，登記方式於澳門金融管理局網站專頁 （页面存档备份，存于）內進行登記。進入專頁後，市民需要填寫姓名、身份證號碼及聯絡電話，並指定以移動支付或消費卡方式，獲取電子消費優惠。確認提交後系統會馬上顯示登記結果並收到短訊提示。
於登記期內，首次申請澳門居民身份證的人士，或受居留許可限制持逾期的澳門非永久性居民身份證的人士，在身份證明局辦理居民身份證申請手續時，可憑身份證明局發出的辦證收據，同時進行上述消費補貼的登記。於登期前已申請澳門居民身份證，但未領取者，則需要在登記期內，通知身份證明局進行登記，又或者於領取時登記。

### 禁用規則
與消費補貼計劃相同
- 自來水、電力、天然氣、燃料、電訊服務及視聽廣播服務；
- 跨境交通服務（如機票、船票等）；
- 境外旅遊服務，包括簽證費、交通及住宿；
- 醫療服務，包括中西醫、物理及針灸治療。
- 《第16/2001號法律〈《娛樂場幸運博彩經營法律制度〉》第二條規定並獲許可經營博彩活動的場所；
- 銀行、保險公司及其他金融機構，以及當押舖。

### 罰制
相關法規給予經濟局監察權力，可以要求使用人士以及公共部門協作。當違反相關要求時，除了會被要求退回已使用的補貼款項，終止餘下額度外。還需要負上相關的刑事及民事責任。

### 計劃效益/成效
截至2021年9月中旬，產生約4, 697萬筆交易，約37.8億澳門元的優惠款項（包括啟動金及立減額）已注入本地消費市場。此外，透過金融機構及商戶加推的優惠活動，進一步激發消費活力。受惠行業中以“飲食業＂的交易金額佔比最高，達23%，其次是“超市貨品”（17.8%）。
“電子消費優惠計劃”有效推動本地移動支付的進一步發展，豐富了移動支付的應用場景，亦加快了“聚易用”聚合支付的普及程度。澳門移動支付工具於 2021 年第二季的交易筆數為4,803萬宗，按季上升 38%，比去年同期大幅上升259%；交易總額達 44.1 億澳門元，按季增長44%，比去年同期大幅上升232%。其中2021年6月的移動支付交易數字與5月相比錄得明顯增長，交易總額按月大幅增長39%。
2022年4月29日「第三輪抗疫電子消費優惠計劃」新聞發佈會上，經濟及科技發展局局長戴建業表示，政府統計中，超過2萬個商業場所適用電子消費優惠計劃，當中87%屬中小企，去年政府投入的預算中，超過67%流入中小企，因此電消計劃受惠的除了澳門居民，大部分中小企都是受惠者之一。政府期望透過電消計劃可進一步提振經濟，促進消費。據金管局資料顯示，2021年第四季，消費者使用移動支付平均每筆交易為101元，故維持啟動金和立減額的額度可以覆蓋大部分消費習慣。他又表示無論是第一輪或第二輪電消計劃，對7,000間次商戶包括大型超市、零售商戶進行物價抽查，涉及7.8萬項商品，期間存在標錯價，但未有跡象顯示誤導消費或不合理抬價的情況。而2021年的計劃共投入52.7億元，連同移動支付機構所投入的0.9億元疊加優惠，額外帶動29億元本地居民消費，故共有82.6億元消費金額投入本地各行各業，約兩萬家商業場所參與。而首輪電消計劃政府投入的資金為 50億元，第 2輪為 56.7億元，第 3輪政府投入的資金預計為 59.2億元，部分原因為居民人數的自然增長。

## 第三輪（2022年）抗疫電子消費優惠計劃具體措施
|        | 第三輪抗疫電子消費優惠計劃   |
| ------ | ---------------------------- |
| 登記期 | 2022年5月10日至2023年1月13日 |
| 領取期 | 2022年5月23日至2023年1月17日 |
| 使用期 | 2022年6月1日至2023年2月28日  |

|                            | 金額                        | 使用期                                                                   | 使用方法 | 來源及備注 |
| -------------------------- | --------------------------- | ------------------------------------------------------------------------ | --- | ---------- |
| 第三輪抗疫電子消費優惠計劃 | 2022年6月1日至2023年2月28日 | 5000 元啟動金，3000 元立減額，其中立減額可作為百分之二十五消費支付的扣減 | 消費補貼的每日使用上限為300元，相應的立減額度的每日使用上限為100元，支付扣帳過程完全自動化。當用盡5,000元消費補貼後，可注入個人款項，繼續使用剩餘的立減額度。 | [ 41 ]     |

### 登記方式
於登記期前已持有澳門身份證者，登記方式於澳門金融管理局網站專頁 （页面存档备份，存于）內進行登記。進入專頁後，市民需要填寫姓名、身份證號碼及聯絡電話，並指定以移動支付或消費卡方式，獲取電子消費優惠。確認提交後系統會馬上顯示登記結果並收到短訊提示
於登記期內，首次申請澳門居民身份證的人士，或受居留許可限制持逾期的澳門非永久性居民身份證的人士，在身份證明局辦理居民身份證申請手續時，可憑身份證明局發出的辦證收據，同時進行上述消費補貼的登記。於登期前已申請澳門居民身份證，但未領取者，則需要在登記期內，通知身份證明局進行登記，又或者於領取時登記。

### 禁用規則
剔出禁用範圍：
- 自來水、電力、天然氣、燃料、電訊服務及視聽廣播服務

其他禁用範圍包括：
- 跨境交通服務（如機票、船票等）；
- 境外旅遊服務，包括簽證費、交通及住宿；
- 醫療服務，包括中西醫、物理及針灸治療。
- 《第16/2001號法律〈《娛樂場幸運博彩經營法律制度〉》第二條規定並獲許可經營博彩活動的場所；
- 銀行、保險公司及其他金融機構，以及當押舖。
- 公共部門及公共機構提供的服務 [41]

### 罰制
- 如商業場所以不法方式收取消費補貼、作出誤導價格資訊或不合理抬價等損害消費者權益的行為，經濟及科技發展局可停止所屬商業企業主全部或部分商業場所在指定期間內收取電子消費優惠，並將相關資訊公佈於網頁。
- 相關不法使用電子消費優惠將被終止使用，須返還不法使用的款項，及須負倘有的法律責任。

## 《減輕因2022年疫情對澳門特別行政區居民造成負面影響的生活補貼計劃》
| “第二個百億”普惠性生活補貼計劃                             | “第二個百億”普惠性生活補貼計劃 |
| ---------------------------------------------------------- | --- |
| 登記期                                                     | 已登記《第三輪抗疫電子消費優惠計劃》人士，無需另行登記                                                                                  |
| 領取及使用期                                               | 2022年10月28日至2023年6月30日 |
| 未用完第三輪抗疫電子消費優惠的居民可領取及使用生活補貼日期 | 2023年3月2日 |
| 拍卡增值最後日期                                           | 2023年4月28日 |
| 備註                                                       | 必須用完《第三輪抗疫電子消費優惠計劃》的啟動金及立減額，2023年2月28日電消計劃完結後仍可領取包括消費卡拍卡領取或自動注資進入手機移動支付 |

|                                                                | 使用期                        | 金額        | 使用方法 | 來源及備注 |
| -------------------------------------------------------------- | ----------------------------- | ----------- | --- | ---------- |
| 減輕因2022年疫情對澳門特別行政區居民造成負面影響的生活補貼計劃 | 2022年10月28日至2023年6月30日 | 8,000澳門元 | 生活補貼的每日使用上限為300元，支付扣帳過程完全自動化。有關補貼款項將自動注入受惠居民於電消計劃所指定的同一移動支付工具或電子載體（即消費卡），居民無需再作登記。當電消計劃的消費補貼及消費扣減額度均全數被使用，又或計劃的使用期間已屆滿，生活補貼將自動轉入帳戶；消費卡方面，當卡內儲值餘額等於或少於10澳門元時，即可透過增值設備以獲取生活補貼款項。 | [ 42 ]     |

### 領取方式
當居民用完「第三輪抗疫電子消費優惠計劃」的啟動金及立減額後，如居民透過移動支付工具獲取電消優惠，生活補貼將在電消優惠全數用完後兩個工作天，且最早於10月28日，將無縫銜接注入移動支付工具帳戶內；而「實體消費卡」則需再拍卡充值，若「實體消費卡」內消費額仍未使用完，則當「電消計劃」於2月28日完結日截數後，未用完的消費額將回收，並由明年3月2日開始，可取得「生活補貼」。如在電消優惠全數用完後兩個工作天，且最早於10月28日，可到全澳逾170個拍卡加值點拍卡領取。需要注意的是，如曾自行為消費卡充值，必須將餘額用至10元或以下，方可拍卡領取。

### 禁用規則
其他禁用範圍包括：
- 跨境交通服務（如機票、船票等）；
- 境外旅遊服務，包括簽證費、交通及住宿；
- 醫療服務，包括中西醫、物理及針灸治療。
- 《第16/2001號法律〈《娛樂場幸運博彩經營法律制度〉》第二條規定並獲許可經營博彩活動的場所；
- 銀行、保險公司及其他金融機構，以及當押舖。
- 公共部門及公共機構提供的服務

### 罰制
- 如商業場所以不法方式收取消費補貼、作出誤導價格資訊或不合理抬價等損害消費者權益的行為，經濟及科技發展局可停止所屬商業企業主全部或部分商業場所在指定期間內收取電子消費優惠，並將相關資訊公佈於網頁。
- 相關不法使用電子消費優惠將被終止使用，須返還不法使用的款項，及須負倘有的法律責任。

### 計劃效益/成效
2022年9月23日，就“生活補貼”佔“第二個百億”的59.2億元，該補貼不再細分啟動金及立減額。在行政會新聞發佈會上被問及餘下約四十億元的預算使用問題。經濟及科技發展局局長戴建業表示，政府謹慎研判經濟發展，將餘下資源保留在財政資源庫，作為餘下今年在財政上需要動用的各項與抗疫相關的措施，包括提振經濟及突發情況的快速應對。
為提振內部需求，紓緩疫情下居民和商戶的經濟壓力，特區政府自2020年至今先後推出多輪促消費計劃，包括兩輪“消費補貼計劃”、“電子消費優惠計劃”，以及“第三輪抗疫電子消費優惠計劃”。截至2022年9月25日，政府通過上述計劃分別向市場投入了51.6億元、52.8億元及39.8億元，合共超過144億元。其中，共約93.5億元的政府投入款項流向中小企，佔政府總投入款項約65%，不同行業均有不同程度受惠。此外，各計劃推行期間，金融機構及商戶亦透過加推優惠活動，進一步激發消費活力，發揮拉動作用。

## 相關事件

### 犯罪事件
司法警察局於2020年5月6日收到舉報，後於現場截獲一名澳門居民以1,500澳門元出售消費卡，以詐騙罪案件將其人移送檢察院偵辦。另外在同月，一名63歲澳門本地人士涉及盜用他人遺失的消費卡。

## 相關法例
- 第6/2020號行政法規《消費補貼計劃》 （页面存档备份，存于）
- 第67/2020號行政長官批示 - 關於第6/2020號行政法規《消費補貼計劃》第十二條的補充規定
- 第100/2020號行政長官批示 - 修改第67/2020號行政長官批示第二款 （页面存档备份，存于）
- 第25/2020號行政法規 - 第二期消費補貼計劃 （页面存档备份，存于）
- 第153/2020號行政長官批示 - 訂定第二期消費補貼的領取期及使用期 （页面存档备份，存于）
- 第15/2021號行政法規 - 電子消費優惠計劃 （页面存档备份，存于）

## 相關措施
- 中小企業銀行貸款利息補貼計劃
- 現金分享計劃
- 大專學生學習用品津貼計劃
- 醫療補貼計劃

## 外部鏈接
- 電子消費優惠計劃專頁 （页面存档备份，存于）
- 電子消費優惠計劃網上登記及領取指引 （页面存档备份，存于）
- YouTube上的“電子消費優惠計劃”動畫—登記（總體篇）